# Dichelyma sinense
Dichelyma sinense är en bladmossart som beskrevs av C. Müller 1898. Dichelyma sinense ingår i släktet klomossor, och familjen Fontinalaceae. Inga underarter finns listade i Catalogue of Life.